# Левинское (озеро, Вологодская область)
Левинское — озеро в России, располагается на территории Бабаевского района Вологодской области.
Площадь водной поверхности озера равняется 3,44 км². Уровень уреза воды находится на высоте 144 м над уровнем моря. Площадь водосборного бассейн озера составляет 514 км².
Код объекта в государственном водном реестре — 08010200311110000004769.